# Ben Stassen
Benjamin Stassen, detto Ben (Aubel, 1959), è un regista belga.
È specializzato soprattutto nel campo dell'animazione.

## Biografia
Nato sul finire degli anni 50, nel 1994 fondò la nWave Pictures dove creò principalmente filmati per attrazioni in 3D dei parchi.
Nel 2007 annunciò Fly Me to the Moon, il primo film d'animazione fatto dallo studio. Esso uscì l'anno successivo ed ebbe un discreto successo
Nel 2010 e nel 2012 Stassen rilasciò al cinema rispettivamente Le avventure di Sammy e Sammy 2 - La grande fuga, basati sull'omonimo libro per bambini.
Il suo ultimo film, Hopper e il tempio perduto, è uscito nel 2022.

## Filmografia
- Fly Me to the Moon (2008)
- Le avventure di Sammy (Sammy's avonturen: de geheime doorgang) (2010)
- Sammy 2 - La grande fuga (Sammy's avonturen 2) (2012)
- Il castello magico (The House of Magic) (2013)
- Robinson Crusoe (The Wild Life) (2016)
- Bigfoot Junior (The Son of Bigfoot) (2017)
- Rex - Un cucciolo a palazzo (The Queen's Corgi) (2019)
- Bigfoot Family (2020)
- Hopper e il tempio perduto (Hopper et le Hamster des ténèbres) (2022)